# Ángel Laborde
Ángel Laborde y Navarro (Cádiz, 2 de agosto de 1772-La Habana, 4 de abril de 1834) fue un marino y militar español, jefe de escuadra de la Real Armada Española.

## Biografía
A los nueve años de edad fue enviado al colegio de Borèze en Francia. En 1791 sentó plaza de guardiamarina en la compañía del departamento de Cádiz. Durante su aprendizaje, estuvo navegando por el Mediterráneo y por el Atlántico. 
Embarcado en la escuadra del general Juan de Lángara, participó en la ocupación y defensa del puerto de Tolón contra las fuerzas convencionales de la República Francesa. En estos combates desembarcó y luchó en tierra, estando a las órdenes del general Federico Gravina, así como a las órdenes directas del capitán de navío Estrada. Cuando se tuvo que efectuar el reembarque, lo realizó a las órdenes del general Ignacio María de Álava. También estuvo en los combates por la defensa de Rosas, más en todas las que siguieron a ésta, hasta la firma de la Paz de Basilea en 1796. En este año pasó destinado al departamento de Ferrol. 
Al declararse la guerra de nuevo contra el Reino Unido, y como consecuencia de la firma del nuevo tratado de San Ildefonso con la República Francesa, fue designado ayudante de la plana mayor de la escuadra, que estaba al mando del general Francisco Melgarejo. En ella realizó un viaje a las islas Canarias, en el que se transportó a las tropas del marqués de Cagigal. 
Inmediatamente después regresó la escuadra al arsenal de Ferrol para realizar una misión igual a la anterior, pero esta vez con las tropas del general O’Farril y con destino a Rochefort, entablando combate en este puerto contra una escuadra británica superior en buques, pero que fue rechazada por la de Melgarejo. Al regresar al Arsenal de Ferrol, se le destinó al de Cádiz y de aquí fue nuevamente destinado al Observatorio, donde se dedicó a la enseñanza de las matemáticas, en las que sobresalía.
Al producirse el alzamiento nacional contra la invasión francesa, la escuadra francesa del almirante Rosily, surta en la bahía de Cádiz, fue atacada y rendida por las fuerzas españolas al mando de Juan Ruiz de Apodaca. Laborde tomó parte en estos combates, en los que al claudicar se hicieron 3.676 prisioneros y se recogieron 442 cañones, 1.651 quintales de pólvora, 1.429 fusiles y 1.096 sables. 
En 1809 fue ascendido a Teniente de Navío, y en 1813 a capitán de fragata. Con este empleo fue destinado a la dirección del Colegio Militar, que se estableció en Santiago de Compostela, hasta 1817, en que se le requirió para el servicio activo en la Armada, dejando sus funciones de magisterio. Estando en estos servicios de docencia escribió un Tratado de Geografía matemática (Santiago, 1814). 
En el mismo año de 1817 se le otorgó el mando del navío de línea San Julián, con el que realizó dos viajes redondos a las islas Filipinas, efectuando escalas en las que visitó diferentes puertos de China, Java y la India. A su regreso al Departamento de Cádiz en 1820, al término de su último viaje redondo, se destinó su navío a la escuadra del marino Francisco Mourelle, que debía proteger y transportar a Ultramar las tropas necesarias para poner fin a la rebelión de las colonias, pero no se llegó a realizar este viaje a consecuencia de la sublevación de Riego. 
Ese mismo año, el nuevo gobierno constitucional le otorgó el mando de la fragata Ligera y de una división naval compuesta por su buque más las fragatas Viva y Aretusa y por los bergantines Hércules y Hiena, que fue destinada a Costa Firme (Venezuela), teniendo como base el apostadero de Puerto Cabello. En su nuevo destino, tenía la misión de defender la costa y apoyar con sus fuegos a las fuerzas del ejército que combatía en tierra. La guerra de independencia de los territorios ultramarinos de España estaba en su apogeo y las operaciones resultaban cada vez más difíciles, por lo que las derrotas se iban acumulando y las armas españolas perdían terreno frente a los americanos. Laborde participó en varias acciones incluyendo la evacuación hacia La Habana de civiles en el puerto de La Guaira tras la derrota de los realistas en la batalla de Carabobo (1821). 
En 1823, estando en la capital cubana, su superior, el general Gastón, le entregó el mando de una división naval compuesta por la fragata Santa Sabina y la corbeta Ceres, con las cuales puso rumbo a Costa Firme. Al llegar la noticia de que una división grancolombiana de nueve buques, al mando del comodoro John Danells, estaba bloqueando Puerto Cabello y no cayendo en la cuenta de que eran muy superiores sus buques, se dirigió hacia el enemigo y le acometió con tanta fuerza que apresó a las corbetas María Francisca y la Zafiro (este último, buque insignia del comodoro). Puso en fuga al resto de las naves y levantó el bloqueo de Puerto Cabello, donde pudo reparar a sus buques de los daños sufridos en el combate. En reconocimiento de tan meritoria acción le fue entregada la cruz de la Orden de Carlos III. 

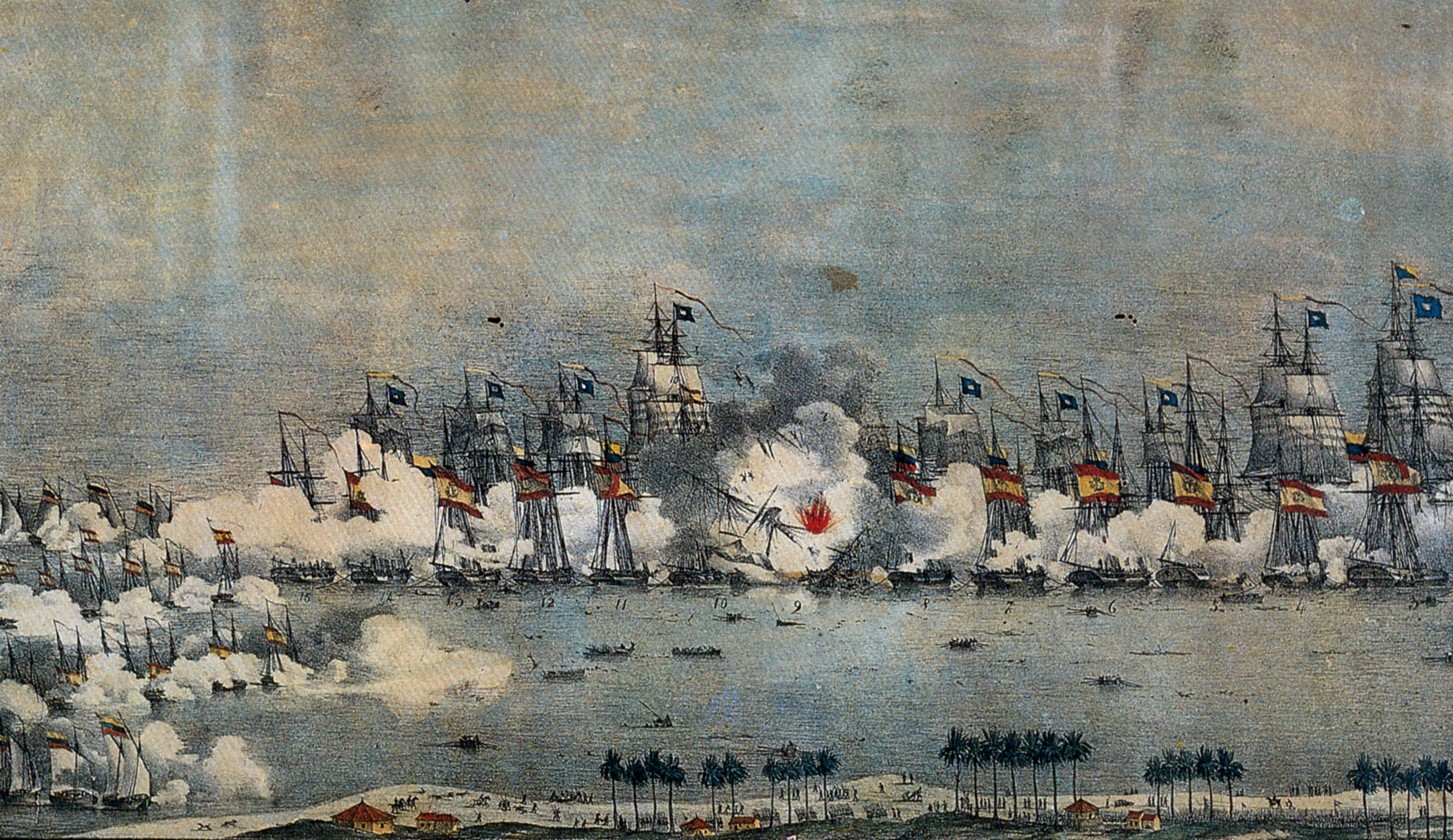
Batalla naval del Lago de Maracaibo.

Cuando tuvo sus buques listos para entrar de nuevo en combate, se dirigió al golfo de Maracaibo. Al llegar al fondeadero de Los Taques, dejó anclados sus buques de más calado al mando del comandante de la fragata Santa Sabina, José María Chacón. Con los más pequeños penetró en la laguna, con la intención de batir a las fuerzas sutiles enemigas, amparadas en aquel lugar de poco fondo y de difícil acceso. El ataque estaba preparado en combinación con las fuerzas de tierra al mando del mariscal Francisco Tomás Morales, que no pudo llegar a tiempo. El 24 de julio de 1823 tras dos horas de batalla, la Armada colombiana al mando del almirante Padilla obtuvo una victoria decisiva y Laborde se tuvo que retirar con tan solo 3 goletas que logró salvar al apostadero de partida, Los Taques. Al abrigo del castillo de San Carlos, ganó luego la barra, tocó en Puerto Cabello y con el archivo del apostadero se dirigió a Cuba. Las pérdidas de los republicanos fueron de 8 oficiales y 36 individuos de tripulación y tropa muertos, 14 de los primeros y 150 de los segundos heridos y un oficial contuso, mientras que la de los realistas resultaron mayores, sin contar los 69 oficiales y 368 soldados y marineros que quedaron prisioneros. La victoria de los patriotas en este recio combate naval abrió camino a las negociaciones con el mariscal Morales, Capitán General de Venezuela, quien, al capitular el 3 de agosto siguiente, se obligó a entregar el resto de los buques españoles, la plaza de Maracaibo, el Castillo de San Carlos, el de San Felipe en Puerto Cabello, así como todos los demás sitios que ocupaban los españoles. El día 5 Morales abandonó definitivamente el territorio venezolano junto a las fuerzas españolas en Tierra Firme que fueron evacuadas a Cuba.

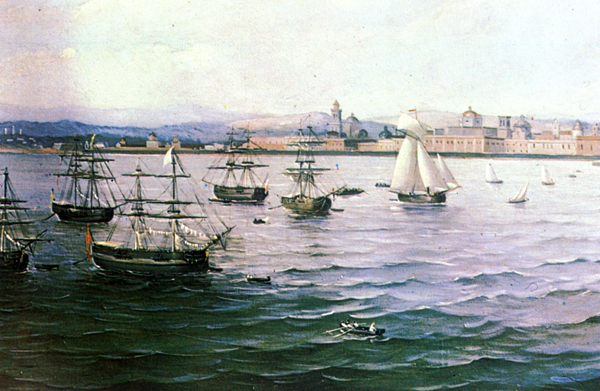
Bombardeo del castillo de San Juan de Ulúa.

Nombrado segundo jefe del apostadero de La Habana, en 1824 tuvo que salir con los buques de la escuadra en persecución de fuerzas enemigas que habían apresado a la corbeta Ceres. Con las mismas fuerzas, llevó a cabo dos incursiones para socorrer a los defensores del fuerte de San Juan de Ulúa (Veracruz), que se mantenían en su plaza negándose a rendirse. El 2 de mayo de 1825 y a pesar de ser solamente capitán de navío, fue nombrado comandante general del apostadero de La Habana.
Salió una vez más a socorrer a los defensores de San Juan de Ulúa con una división compuesta por las fragatas Santa Sabina, Casilda y Aretusa, junto a varios transportes. Pero un huracán le sorprendió en la Sonda de la Tortuga, lo que le costó que la fragata insignia fuera desarbolada de los tres palos; el temporal desatado imposibilitó el socorro preparado. Por este motivo, con la Toma de San Juan de Ulúa, en 1825, cayó el último baluarte español en Tierra Firme. 
Fue ascendido a brigadier, confirmándosele en el puesto y siendo reforzadas las fuerzas navales del apostadero habanero. Tuvo que efectuar una salida, obligado por el aumento de los corsarios en la zona, con las fragatas Lealtad, Iberia, Santa Sabina, Perla, Castilla y la goleta Habanera, con las que entabló diversos combates contra diferentes buques de otros tantos nuevos países. Produjo tan graves pérdidas a sus enemigos, que bajó mucho la intensidad con la que estaban operando hasta ese momento, y así logró que dejaran tranquilo el tráfico comercial español. 
Se le envió desde España al navío de línea Guerrero, con lo que las fuerzas quedaron muy reforzadas. Al mando de su flota se dirigió al puerto de Kingston, en la Jamaica británica, amenazando a continuación a las plazas de Santa Marta y Cartagena de Indias, que ya habían sido conquistadas por Simón Bolívar. 
En septiembre de 1826, realizó otra salida, arbolando su insignia en el navío Guerrero, al que acompañaban cinco fragatas y una goleta. Al poco tiempo le alcanzó un huracán equinoccial, que dispersó a los buques y desarboló al navío de sus tres palos, lo que le obligó a regresar con aparejo de fortuna y con las "bandolas", logrando llegar a La Habana después de ochenta días de mar, cuando ya el resto de los buques lo había hecho, a excepción de la goleta Habanera, que fue hundida. 
Aprovechándose de la debilidad de las fuerzas navales españolas, la Armada de México armó una escuadrilla, que puso al mando del comodoro David Porter, un antiguo oficial de los Estados Unidos, para amenazar la costa norte de la isla de Cuba. 
Afortunadamente para las armas de España, el incansable Juan Bautista Topete, segundo de Laborde, había reparado los buques y cuando éste llegó a La Habana, pudo realizar una salida para combatir con los disidentes a bordo de la fragata Lealtad y otros buques, que se pusieron a perseguir a las fuerzas de Porter hasta Cayo Hueso, donde lo bloquearon y lo mantuvieron por espacio de un año, el comodoro se vio en tan mala situación y por tanto tiempo, y tratando por todos los medios de no caer en manos de los españoles, que optó por despedir a las tripulaciones y vender sus buques, siendo transportado por una fragata de guerra norteamericana; así pudo salir de tan mala situación y dirigirse a Veracruz. 
Al comprobar la treta del comodoro, Laborde desistió del bloqueo y de dirigió a La Habana. Desde este apostadero, salió con las fragatas Lealtad e Iberia y con el bergantín-goleta Amalia, a realizar un crucero por las aguas de México, realizando un canje de prisioneros en Veracruz. Prosiguió realizando cruceros por las aguas de Tierra Firme y por las islas, llegando a provocar una gran alarma la presencia naval española. 
En 1828 salió con sus buques a proporcionar protección de recalada de un convoy procedente de la Península, escoltado por la fragata Restauración. En 1829, de acuerdo con el capitán general de Cuba, Francisco Dionisio Vives, Laborde tomó parte en una expedición a México, transportando y escoltando a las tropas del brigadier Isidro Barradas. Fueron de nuevo alcanzados por un huracán, que dispersó a todos los buques, pero como Laborde ya estaba curtido en estos menesteres, había dejado orden a todos los comandantes de que en el caso de que ocurriera algo así, se reunieran todos en un punto, en este caso fue el cabo Rojo, donde fueron llegando todos los buques a excepción de uno con 500 hombres, que se le dio por desaparecido. 
Laborde siguió su plan, costeando hasta la punta de Jerez, donde se efectuó el desembarco de todas las fuerzas, y otra vez costeando, para proteger con sus buques el avance terrestre hasta Veracruz. Se ocuparon las dos orillas del río Tampico, así como la subida a Tamaulipas, lugar donde el brigadier Barradas estableció su cuartel general. 
Laborde tuvo que desplazarse con su escuadra hasta Nueva Orleáns, adonde había ido a parar el transporte perdido en el huracán, pero al que las autoridades norteamericanas ponían muchas pegas para permitirle su salida. Cuando llegó Laborde, éstas quedaron solucionadas, por lo que con el buque felizmente recuperado se dirigió a La Habana para recoger y transportar a más tropas a Veracruz. Pero ya todo resultaba inútil, porque el brigadier Barradas había capitulado, pero por culpa del clima que le había dejado sin hombres útiles para el combate. 
En 1829 fue ascendido a jefe de escuadra, y en mayo de 1830 fue a aguas de Santo Domingo, en apoyo de un partido que deseaba la reunificación con España (aunque nada se hizo en estos momentos, en el año de 1861 se llevó a cabo). Se mantuvo en crucero durante 80 días, que los aprovechó para rectificar la situación del bajo de los Alacranes. 
Por Real Decreto del 1 de octubre de 1832 fue designado como ministro de Marina. No obstante, siendo urgente la reunión del gabinete para tratar sobre el tema planteado por el Partido Carlista y el estado de guerra, que se preveía y él estaba en la isla de Cuba, se le relevó del Ministerio y se le confirmó como comandante general del apostadero de La Habana. 
Laborde continuó en su destino, introduciendo las mejoras que le eran posibles, organizando las matrículas de mar y el reglamento de la navegación y la pesca. En 1832, escribió y publicó un manual titulado Ejercicio del sable. 
En 1833 se le concedió la cruz de la Orden de Isabel la Católica, en agradecimiento a sus desvelos al servicio de España, por procurar medios cuando la situación era catastrófica. Los buques de guerra seguían siendo un modelo, apreciándose su esfuerzo, por realizarse en una época en que las circunstancias en la Península no permitían precisamente un cuidado especial hacia la Armada.

## Muerte
Falleció en La Habana, a la edad de 62 años, siendo querido y respetado por propios y desconocidos. Sus merecimientos hicieron que años después se decretara el traslado de sus restos al Panteón de Marinos Ilustres, habiéndolos conducido a España el vapor Fernando el Católico, que por cuestión sanitaria arribó a Ferrol, quedando depositados en la iglesia de San Francisco en septiembre de 1870. En octubre de ese año se trasladaron a La Carraca y fueron depositados sin pompa alguna en una de las capillas del Panteón el 27 de ese mes. El 20 de febrero de 1875, listo el sarcófago y previo un oficio de difuntos, se trasladaron al lugar que hoy ocupan, ostentando una inscripción que dice como sigue: 

Excmo. Señor 

D. Ángel Laborde y Navarro 

Ilustre Oficial 

Enérgico General 

Jefe de Escuadra 

Reorganizador de la Marina 

En el Apostadero de la Habana 

Falleció en el año MDCCCXXXIV 

A los LXII de su edad.

La Marina guarda con orgullo la memoria de este General, que se mostró en vida incansable organizador y constituyó un acabado tipo del caballeroso marino español.